# Friedrich Kohner
Friedrich Kohner, nach der Emigration Frederick Kohner (geboren 25. September 1905 in Teplitz-Schönau, Österreich-Ungarn; gestorben 7. Juli 1986 in Brentwood, Vereinigte Staaten) war ein österreichisch-US-amerikanischer Schriftsteller und Drehbuchautor.

## Leben
Kohner studierte in Wien und Paris Literaturgeschichte und wurde mit der Dissertation Film ist Dichtung in Wien promoviert. Anschließend arbeitete er als Publizist und als Filmkritiker für das Prager Tagblatt und das Berliner Tageblatt. 1929/30 war Kohner kurzzeitig Filmkorrespondent für deutsche Zeitungen in Hollywood. Den Aufenthalt dort nutzte er zu einem Miniaturauftritt in Lewis Milestones legendärem Antikriegsfilm Im Westen nichts Neues.
Wieder zurück in Berlin, begann Kohner 1930 aktiv beim deutschen Film zu arbeiten, beginnend mit der Komödie Seitensprünge – einer Produktion, an der auch der junge Billy Wilder in seiner Funktion als Drehbuchautor mitarbeitete – wo er István Székély als Regieassistent diente. 1932/33 versorgte Friedrich gleich drei Filme seines Bruders, des Universal-Produzenten Paul Kohner, mit Drehbüchern, oftmals in Zusammenarbeit mit anderen Autoren. Anschließend geriet der Jude Kohner in Isolation. Robert Siodmak, der inzwischen nach Paris geflohene Regisseur, ermöglichte ihm 1934 eine Drehbuchmitarbeit an seiner französischen Inszenierung La crise est finie. Im Dritten Reich beteiligte sich Kohner – ungenannt – nur noch 1935 an einem Drehbuch zu Viktoria, der Adaption einer Romanvorlage von Knut Hamsun. 
Im Juli 1936 gelang Kohner mit seiner Ehefrau Fritzi und der vierjährigen Tochter Ruth die Ausreise in die USA. In Hollywood amerikanisierte er sich in Frederick Kohner und beteiligte sich, zumeist ungenannt, an Drehbüchern bzw. entwarf filmische Treatments. Für die Storybeteiligung an der 1938 gedrehten Deanna-Durbin-Komödie Mad About Music erhielt Kohner im Jahr darauf eine Oscar-Nominierung. Daraufhin erreichten ihn ab 1939 auch wieder sporadisch Angebote, reguläre Filmdrehbücher zu verfassen, darunter zu Roman einer Tänzerin mit Loretta Young und Conrad Veidt. Der überwiegende Teil seiner amerikanischen Tätigkeit beschränkte sich jedoch auch weiterhin auf die Entwürfe von Filmstories.
1954 kehrte Kohner vorübergehend nach Deutschland zurück und erhielt vom bundesrepublikanischen Film zwei Drehbuchaufträge. Zu dem 1955 gedrehten Gesangslustspiel Liebe, Tanz und 1000 Schlager mit Peter Alexander und Caterina Valente schrieb Kohner die Vorlage.
Kohners größter Erfolg wurde sein Jugendroman Gidget, the Little Girl with Big Ideas. Er erzählt von den Surfabenteuern, Lieben, Sorgen und Nöten eines unbeschwerten Teenagers am Strand von Malibu Ende der 50er Jahre. Inspiriert dazu hatte ihn seine im Januar 1941 in Los Angeles geborene zweite Tochter Katherine Klara, kurz Kathy genannt. 1959 bzw. 1961 entstanden nach diesem Roman zwei Kinofilme – der erste, sehr erfolgreiche wurde in Deutschland unter dem Titel April entdeckt die Männer verliehen – und 1965/66 eine Fernsehserie. Am Drehbuch zum zweiten Kinofilm war Kohner 1961 direkt beteiligt, der Serie vier Jahre darauf stand er lediglich als Berater zur Verfügung.
Mit Kiki of Montparnasse legte Kohner 1967 einen weiteren Roman vor. Er wurde 1978 unter dem Titel Kiki vom Montparnasse vom Molden Verlag für den deutschen Markt herausgebracht.
1984 unterstützte Kohner seinen Bruder Walter und dessen Frau Hanna bei der Abfassung ihrer gemeinsamen Liebesgeschichte, die zu einem wesentlichen Teil Hanna Kohners Kriegserlebnisse erzählt.

## Werke (Auswahl)
- Gidget. New York : Putnam’s, 1957
  - April entdeckt die Männer. Würzburg : Zettner, 1959
    - Gidget. Mein Sommer in Malibu, aus dem amerikanischen Englisch von Hanna Hesse, mit einem Nachwort von Volker Weidermann, Frankfurt am Main : S. FISCHER, 2023, ISBN 978-3-10-397540-6
- Cher Papa. New York : Putnam’s, 1959
  - April entdeckt die Liebe. Würzburg : Zettner, 1962
- The Continental Kick. New York : Bantam, 1962
  - Jungfernreise. München : Droemer Knaur, 1963
- The Affairs of Gidget. New York : Bantam, 1963
  - April und ihre Affairen. München : Heyne, 1967
- Gidget goes Rome. New York : Bantam, 1963
  - April entdeckt Rom. München : Droemer Knaur, 1963
- Gidget in Love. New York : Dell, 1965
  - April entdeckt sich selbst. München : Heyne, 1968
- Gidget goes Parisienne. New York : Dell, 1966
  - April entdeckt Paris. München : Heyne, 1968

## Filmografie
nur Drehbücher bzw. Drehbuchbeteiligungen
- 1932: Die Wasserteufel von Hieflau
- 1932: Ein Lied, ein Kuß, ein Mädel
- 1933: SOS Eisberg
- 1933: Brennendes Geheimnis
- 1934: Die Krise ist vorbei (La crise est finie)
- 1935: Viktoria (ungenannt)
- 1936: Sins of Man
- 1941: Roman einer Tänzerin
- 1942: Johnny Doughboy
- 1943: Tahiti Honey
- 1944: The Lady and the Monster
- 1948: Drei kleine Biester (Three Daring Daughters)
- 1949: Noras schwache Stunde (Bride for Sale)
- 1950: Nancy geht nach Rio (Nancy Goes to Rio)
- 1951: Atoll K
- 1951: Mord in Hollywood (Hollywood Story)
- 1955: Stern von Rio
- 1956: Studentin Helen Willfüer
- 1961: April entdeckt Hawaii (Gidget Goes Hawaiian)